# Schoeblia
Schoeblia är ett släkte av kräftdjur. Schoeblia ingår i familjen Schoebliidae.
Schoeblia är enda släktet i familjen Schoebliidae.
Kladogram enligt Catalogue of Life:
| Schoeblia | \| \| Schoeblia circularis \| \| \| \| \| \| Schoeblia fulleri \| \| \| \| |
|           | \| \| Schoeblia circularis \| \| \| \| \| \| Schoeblia fulleri \| \| \| \| |
|           | Schoeblia circularis                                                       |
|           |                                                                            |
|           | Schoeblia fulleri                                                          |
|           |                                                                            |